# SKAT
SKAT (bulgarisch СКАТ) ist ein bulgarischer Fernsehsender und größte bulgarische Kabelfernsehenbetreiber mit Sitz in Burgas und Sofia.
Das Unternehmen Skat OOD, wurde 1994 von Waleri Simeonow gegründet und befindet sich seitdem in seinem Besitz. Waleri Simeonow ist seit einigen Jahren politisch aktiv und war zurzeit Vorsitzender des Gemeinderates der Gemeinde Burgas.
Der Fernsehkanal wurde von der Politischen Partei Ataka als bulgarischster Fernsehkanal bezeichnet, bis sich Simeonow und Kassabow mit Wolen Siderow nach den Parlamentswahlen 2009 wegen der Unterstützung für die Regierung der Partei GERB überwarfen.

## Sendungen
- Ataka mit Wolen Siderow (bis 2009)
- Paralaks mit Walentin Kassabow – von den Machthabern begangene Verbrechen werden bloßgelegt.
- Размисли и страсти (Rasmisli i Strasti, Betrachtungen und Leidenschaften) mit Prof. Julian Wutschkow (2002–2007).
- Дискусионно студио (Diskusionno studio) mit Welisar Entschew und Teodor Angelow, täglich.
- Час по България (Tschas po Balgarija, Bulgarien-Unterricht) mit Doz. Plamen Pawlow, Geschichte.
- Между редовете (Meschdu Redowete, Zwischen den Zeilen) mit Georgi Ifandiew (2005–2006), Anton Sirakow (2006–2008), Magdalena Taschewa (2009).